# Gesees
Gesees este o comună din districtul Bayreuth, regiunea administrativă Franconia Superioară, landul Bavaria, Germania.

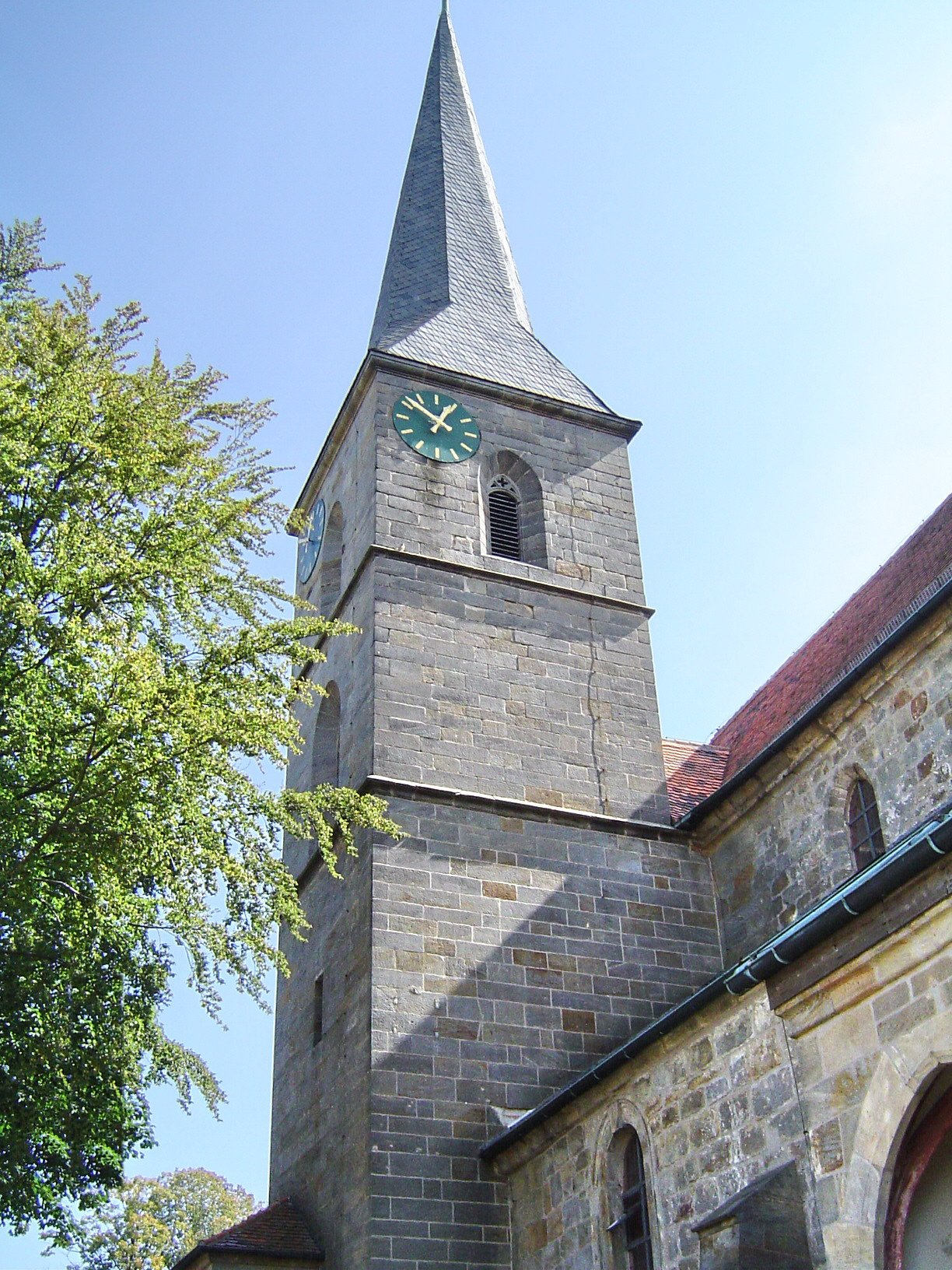
Gesees
(Biserica evanghelică St.Marien)